# بيجغرد (غندمان)
بیجغرد (بالفارسية: بیژگرد) هي قرية تقع في إيران في قسم غندمان الريفي. يقدر عدد سكانها بـ 572 نسمة بحسب إحصاء 2016.